# Защитени местности в България
Защитените местности са категория защитени територии в България. Към края на 2017 година са обособени 565 защитени местности с обща площ 79 304,4 ha. За такива се обявяват територии със забележителни ландшафти, включително и положително повлияни от човека, местообитания на застрашени и редки видове животни и растения, и биоценози.
Защитените местности се управляват с цел запазване на компонентите на ландшафта, опазване, поддържане или възстановяване на условия в местообитанията, отговарящи на екологичните изисквания на видовете и съобществата – обект на защита, предоставяне на възможности за научни изследвания, образователна дейност и екологичен мониторинг, предоставяне на възможности за туризъм и за духовно обогатяване. В защитените местности се забраняват дейности, противоречащи на изискванията за опазване на конкретните обекти, предмет на защита.

## Списък
Следва пълен списък на защитените местности в България до 2010 година.

А – Б – В – Г – Д – Е – Ж – З – И – Й – К – Л – М – Н – О – П – Р – С – Т – У – Ф – Х – Ц – Ч – Ш – Щ – Ъ – Ю – Я

## А
- Агликина поляна
- Айда
- Аладжа манастир
- Алдомировско блато
- Анатема
- Аномир
- Арамлиец
- Арап чал
- Атолука
- Аязмото

## Б
- Бабите
- Бакърлия
- Бакърлъка
- Балабанлии
- Барикадите
- Батака – естествено находище на странджански дъб
- Баташки снежник – Карлъка
- Батиловец
- Батлъбоаз
- Батошевски манастир
- Бачище
- Бежаново
- Белаците
- Беликата
- Белите кладенци
- Белия камък
- Белокравищница
- Бенковската пещера
- Беслет
- Бильов рът
- Бич
- Блатата – с. Долни Богоров
- Блатно кокиче
- Блатно кокиче в м. Калпунар
- Блатото (Созопол)
- Блатото (Обел)
- Блатото (Палаузово)
- Блатото Алепу
- Блатото край с. Малък Преславец
- Богданов дол
- Боженци
- Божур поляна (Първомайци)
- Божур поляна (Търговище)
- Божурите
- Божурлука
- Боздугановска кория
- Борино
- Боров камък
- Борованска могила
- Боровете
- Борсук кая
- Босна
- Бостанчетата
- Ботаническа градина – Балчик
- Брестишко бранище
- Букова гора
- Букова усойна
- Булин дол
- Бургаски солници
- Бялата скала
- Бялка

## В
- Валога
- Валявиците
- Варените
- Вая
- Веждата
- Вековна букова гора
- Вековна дъбова гора
- Вековна церова гора
- Вековните борове
- Велека
- Венеца
- Веселиновска гора
- Ветренска кория
- Вида
- Винище
- Висока могила
- Водениците
- Воденичарска кория
- Вола
- Вран камък
- Врана
- Врача
- Връх Средногорец
- Връшка чука
- Вълчитрънската гора
- Върлишница
- Въртопа

## Г
- Гарван
- Гарваница
- Гарвански блата
- Генчов орман
- Герена
- Главите
- Глухарчевидна жълтица
- Гола бара
- Големия сипей
- Голица
- Голият връх
- Голямата канара
- Голямата чешма
- Голямо и малко було
- Голямото градище
- Гонда вода
- Горна Еленица
- Горната кория
- Горска барака
- Градев средок
- Грамадите
- Гурунчето
- Гущера
- Гъстите дъбчета
- Гюмюрджински снежник
- Гюргена

## Д
- Дебелата кория (Тенево)
- Дебелата кория (Черноземен)
- Дебелец
- Дебелеца
- Дедерица
- Демир капия (Железни врата)
- Дервента
- Дерменика
- Десеткар
- Дефилето—Олу дере
- Джолюнгьол
- Див рожков
- Дойчов остров
- Докузак
- Долната ова
- Драгово Присое
- Драгоица
- Драгойчев камък
- Дренето
- Дреновица
- Друма
- Дряновски манастир
- Дупката
- Дуранкулашко езеро
- Душков пчелин
- Дъбето
- Дъбите – Конска поляна
- Дъбовете (Илия Блъсково)
- Дъбовете (Поляците)
- Дъбравата
- Дълбок дол
- Дългата бара — Паметника
- Дяволски мост

## Е
- Езерото
- Екопарк – Университетска ботаническа градина – Варна
- Еледжик
- Еленина бара
- Елешнишки манастир
- Елията
- Естествено находище на кримска какула
- Естествено находище на пирен
- Естествено находище на чинар
- Естествено находище на чинар – Буйна
- Естествено находище на чинар – Кучкарника

## Ж
- Ждрелото
- Ждрелото на река Тунджа
- Железарци
- Железни врата

## З
- Зелените дървета
- Зеления рид
- Златин дол
- Злато поле
- Злиевци

## И
- Иван гьол
- Игликина поляна
- Извора
- Иракли

## Й
- Йорданови поляни

## К
- Каваклийка
- Кавал тепе
- Казаков вир
- Казашко (защитена местност)
- Кайкуша
- Кайлъка (вкл. Бохотската гора)
- Калето (Берковица)
- Калето (Могилица)
- Калето (Долна Василица)
- Калимок—Бръшлен
- Калината
- Калпазанов гроб
- Калпунар
- Калугерски град – Тополите
- Караджа дере
- Каракуз
- Катината
- Катуна
- Кемера
- Керсенлик
- Киселец
- Китката (Бяла Слатина)
- Китката (Радювене)
- Китката (Вирове)
- Клептуза
- Клувията – Дива вода
- Коджакуру
- Козлодуй
- Козница
- Козя река
- Кокетрайс
- Колокита / Коренята
- Колчаковската кория
- Комитските дупки
- Комплекс „Алеко – Телика“
- Конски кестен
- Конското дере
- Копрен – Равно буче – Калиманица – Деяница
- Кореник
- Коридорите
- Коритата
- Коритата (Софрониево)
- Корията (Камено)
- Корията (Равнец)
- Корията (Равногор)
- Корията (Батак)
- Корлук
- Косово
- Костина
- Кочумина
- Крепостта Градището
- Кресненско дефиле
- Криваците
- Кривинизово
- Кричим
- Круше
- Куцинско блато
- Кълката
- Кървав чучур

## Л
- Лакатнишки скали
- Лале баир
- Лафтин
- Лесопарка
- Лещака
- Ливадите
- Ликана
- Лиман
- Липака
- Лисец
- Лозенски път
- Лозница
- Ломия
- Лонгоза
- Лонгозите
- Лунгурлии
- Лъгът
- Лъгът – Дръмката
- Лъжница
- Люляката
- Люляците
- Лятна гора

## М
- Мадарски скални венци
- Малкото градище
- Малък канагьол
- Манастир Света Троица
- Манастирището
- Манастирска кория
- Манастирското
- Манзул
- Маноловото
- Марашка кория
- Марина
- Марина река
- Мариновец
- Марков бук
- Марциганица
- Меандри на Бяла река
- Меандри на река Рибна
- Медвенски карст
- Меджит табия
- Мехченица — Йововци
- Мечите долове
- Мешовата гора
- Миджур
- Микренска усойна
- Милеви скали
- Мирчовица
- Михов дол
- Могилата
- Момина вода – Ахматица
- Момина скала
- Моравска
- Моряне
- Мочурището
- Мурватска река
- Мухалница
- Мъглижката клисура
- Мъртвицата
- Мющерека

## Н
- Находище на блатно кокиче (Виница)
- Находище на блатно кокиче (Градина)
- Находище на блатно кокиче — Дебелата кория
- Находище на венерин косъм
- Находище на див божур
- Находище на дървовидна хвойна
- Находище на обикновен сладник
- Находище на пролетно ботурче
- Находище на турска леска
- Находище на хвойна в местността Лъгът
- Находище на червен божур
- Невестин град
- Невида
- Несторови поляни
- Николински кладенец
- Новаковец и Бенковска поляна
- Нощувка на малък корморан – Димитровград
- Нощувка на малък корморан – Пловдив

## О
- Оборище
- Огняново – Синитевски рид
- Орешари
- Орлите
- Орлиците
- Орлов камък
- Орлова могила
- Орлова скала
- Ормана
- Орниците
- Ортото
- Осмар
- Остров Кутово
- Остров Малък Борил
- Остров Пожарево
- Остров Цибър
- Острови Близнаците
- Острови Св. св. Иван и Петър

## П
- Павльова падина
- Падала
- Падините]
- Палаза
- Паметника
- Пантата
- Парника
- Парория
- Патронка
- Патьова кория
- Пашино бърдо
- Пеликаните
- Перестица
- Персин изток
- Петка Балкан
- Петко бунар
- Петрича
- Петрова нива
- Петрово бърдо
- Пещера – Годумска дупка
- Пещерите
- Пипра – Калето
- Плавала
- Пладнището
- Пленщица
- Побити камъни
- Пода
- Пожара
- Поморийско езеро
- Поповата ада
- Поречието на река Девинска
- Порт Артур
- Преграда
- Преображенски манастир
- Пропадналото блато
- Птиците
- Пясъка

## Р
- Равен
- Равненско градище
- Ракитник
- Раков дол
- Раковишки манастир
- Речка
- Рибарници Орсоя
- Рибарниците
- Рибино
- Римският мост
- Ровно
- Рогачица
- Рожен – Клабуч
- Романия
- Росица
- Рояшка скала
- Руденово
- Рупите (защитена местност)
- Русалка

## С
- Самарите
- Самодивска поляна
- Сачан дере
- Сая кулак
- Света Неделя
- Свети Георги
- Свети Спас
- Серафимова поляна
- Сечената кория
- Сечи камък
- Сивата пирамида
- Силистар
- Скален комплекс „Караджов камък“
- Скока
- Славейкова гора
- Славянка
- Слона
- Слънчева поляна
- Смриките
- Снежанска кория
- Соколски манастир
- Солник
- Сопот
- Соскучански дол
- Средна Арда
- Средната поляна
- Средните ливади
- Средногорец
- Стамополу
- Старата гора
- Старият дъб
- Старият соват
- Степите
- Сто овци
- Стойчово полце
- Столища
- Странджанска зеленика
- Странджански дъбрави
- Студен кладенец
- Студената чучурка
- Суватя
- Суха лъка
- Суха река
- Сърнена поляна

## Т
- Тараклъка
- Тепето
- Тодин гроб
- Топлище
- Топчия
- Точков чарк
- Траянова крепост
- Трескавец
- Триградското ждрело
- Трите цера
- Туловска кория
- Тулумова пещера
- Турията
- Турлата
- Турченица
- Тъмра
- Търновица
- Тясната река

## У
- Узунгерен
- Урвич
- Урумово лале
- Уручник
- Ускето
- Усойката
- Усойната
- Устие на река Велека
- Устие на река Изворска

## Ф
- Филибелийска поляна
- Фотинска река

## Х
- Хаджииски чарк
- Хайдут дере
- Хайдушка скала
- Хайдушки кладенец (Велинград)
- Хайдушки кладенец (Панагюрище)
- Хамбар дере
- Хамбарите
- Храктерен речен пейзаж — местност Данева могила
- Хисаря
- Хубча
- Хълмчето
- Хърсов град

## Ц
- Цигов чарк
- Централен Балкан

## Ч
- Чаирите
- Чаирите — Блатно кокиче
- Чакърови поляни
- Чатъма
- Челеклията
- Ченгене скеле
- Червен божур
- Червеният бряг
- Черковището
- Черковното бранище
- Черната скала
- Черният рът
- Чернока
- Чешмата
- Чибуклията
- Чибуците
- Чивира
- Чинар дере
- Чирпанска кория
- Чокльово блато
- Чолашки орман
- Чукаро
- Чупренски буки

## Ш
- Шабленско езеро
- Шарения остров
- Широка поляна
- Шумака
- Шумата
- Шумнатица
- Шумнатото тепе – 1
- Шумнатото тепе – 2

## Щ
- Щърка

## Ю
- Юлиевска кория
- Юмрук скала
- Юперска кория

## Я
- Яйлата
- Ятата